# Ethanoligenens harbinense
Ethanoligenens harbinense è una specie di batterio appartenente alla famiglia delle Clostridiaceae.